# Amphipsylla quadratoides
Amphipsylla quadratoides är en loppart som beskrevs av Liu Chiying, Tsai Liyuen et Wu Wenching 1975. Amphipsylla quadratoides ingår i släktet Amphipsylla och familjen smågnagarloppor.

## Underarter
Arten delas in i följande underarter:
- A. q. quadratoides
- A. q. huangnanensis
- A. q. zhongdianensis